# Еверман (Тексас)
Еверман (енгл. Everman) град је у америчкој савезној држави Тексас. По попису становништва из 2010. у њему је живело 6.108 становника.

## Демографија
Према попису становништва из 2010. у граду је живело 6.108 становника, што је 272 (4,7%) становника више него 2000. године.
| Група             | 2000.         | 2010.         |
| Белци             | 2.698 (46,2%) | 1.589 (26,0%) |
| Афроамериканци    | 1.618 (27,7%) | 1.653 (27,1%) |
| Азијати           | 83 (1,4%)     | 35 (0,6%)     |
| Хиспаноамериканци | 1.341 (23,0%) | 2.778 (45,5%) |
| Укупно            | 5.836         | 6.108         |